# SV Uruguay
Maillots
Le SV Uruguay est un club bonairien de football basé à Kralendijk, la capitale de l'île.

## Histoire
Fondé en 1944, le SV Uruguay est le plus ancien club encore en activité sur l'île. La tenue du club reprend les couleurs de la Celeste. Il ne compte qu'un seul titre de champion à son palmarès, gagné en 1983. Il a également participé au championnat des Antilles néerlandaises l'année suivante, parvenant à atteindre les demi-finales.

## Palmarès
- Championnat de Bonaire (1) :
  - Vainqueur en 1983
  - Finaliste en 2000